# Maureen Orcutt
Maureen Orcutt, née le 1er avril 1907 et morte le 9 janvier 2007, est une golfeuse amateur et journaliste américaine pour le New York Times.

## Biographie
Née à New York, Maureen Orcutt se qualifie pour la finale du Championnat de golf amateur des États-Unis femmes, mais perd contre Miriam Burns Horn. En 1928 et 1931, elle remporte la médaille du tournoi pour le score le plus bas et en 1932, à égalité pour l'honneur. Mariée à John D. Crews et vivant à Miami, en Floride, elle perd en finale en 1936 contre Pam Barton.
Orcutt remporte sept fois le record de Women's Eastern Amateur. Sa première victoire arrive en 1925 et la septième en 1949, 24 ans plus tard. Elle joue dans quatre équipes de la Curtis Cup, remportant trois victoires et un match nul. Elle remporte le Canadian Women's Amateur à deux reprises et le North and South Women's Amateur au Pinehurst Resort trois fois de suite entre 1931 et 1933. Elle retourne à Pinehurst et remporte North and South Senior Woman's Amateur en 1960, 1961 et 1962. En 2002, elle est nommée présidente d'honneur du prestigieux 100e anniversaire du tournoi.
Maureen Orcutt devient journaliste sportive spécialisée sur les questions de golf dans les années 1920 ; elle est la seconde journaliste sportive à travailler pour le New York Times , lorsqu'elle succède à Maribel Vinson. Elle termine sa carrière de compétition avec 65 victoires en tournoi et joue au golf jusqu'à l'âge de 87 ans, lorsque des problèmes de genoux la contraignent à s'arrêter. 
Résidente d'Englewood, New Jersey, elle remporte en 1934 la nomination du Parti démocrate pour  New Jersey l'Assemblée Générale pour représenter le Comté de Bergen.
Elle est intronisée au New York State Hall of Fame en 1991 avec cet hommage : « Peut-être qu'aucun compétiteur dans un sport majeur n'a été un facteur important pendant si longtemps dans le jeu de haut niveau ». Elle a remporté des tournois pendant sept décennies.
Elle réside dans l'établissement de vie assistée Carolina House à Durham, Caroline du Nord, où elle meurt en 2007, à l'âge de 99 ans, d'une insuffisance cardiaque congestive. Elle avait auparavant été résidente de Haworth, dans le New Jersey.

## Importantes victoires
- Women's Eastern Amateur - 1925, 1928, 1929, 1934, 1938, 1947, 1949
- North and South Women's Amateur - 1931, 1932, 1933
- Canadian Women's Amateur - 1930, 1931
- Metropolitan Women's Amateur - 1926, 1927, 1928, 1929, 1934, 1938, 1940, 1946, 1959, 1968
- U.S. Senior Women's Amateur - 1962, 1966
- North and South Women's Senior Amateur 1960, 1961, 1962

## Participations en équipe
Amateur
- Curtis Cup (représentant les États-Unis): 1932 (gagnantes), 1934 (gagnantes), 1936 (tie, Cup retained), 1938 (gagnantes)